# Próchnik
Próchnik (deutsch Dörbeck) ist ein Dorf in der polnischen Woiwodschaft Ermland-Masuren. Es liegt auf dem Gebiet der kreisfreien Stadt Elbląg (Elbing).

## Geographische Lage
Das Kirchdorf liegt im ehemaligen Westpreußen, in der Landschaft Elbinger Höhe, etwa zehn Kilometer nordnordöstlich der Stadtmitte von Elbing. Die Umgebung des Dorfs mit dem Blocksberg (ca. 159 m hoch) wird auch Dörbecker Schweiz (poln. Szwajcaria Próchnicka) genannt.

## Geschichte

Kirchdorf Dörbeck und Dörbecker Schweiz (Dörb. Schw.), nordnordöstlich von Elbing und südsüdwestlich von Tolkemit, auf einer Landkarte von 1910

Dörbeck hat seinen Namen von einem im Sommer öfters trockenen Bach, der dürren Beek, die in Dörbeck entspringt. Erwähnt wird die Ansiedlung erstmals zwischen 1300 und 1303 in der Reimannsfelder Gründungsurkunde. Unter der Herrschaft des Deutschen Ordens erhielt das Dorf 1357 eine Handfeste, der zufolge es damals noch in Lenzen eingepfarrt war. Zur Zeit des autonomen Königlich Preußen wurde der Ort 1457 von Kasimir IV. Jagiełło der Stadt Elbing verschrieben.
Dörbeck wurde 1772 preußisch. 1939 hatte das Dorf 631 Einwohner.
Im Jahr 1945 gehörte die Landgemeinde Dörbeck zum Landkreis Elbing im Reichsgau Danzig-Westpreußen im Regierungsbezirk Danzig des Deutschen Reichs. Dörbeck war Sitz des Amtsbezirks Dörbeck.
Gegen Ende des Zweiten Weltkriegs wurde die Region im Frühjahr 1945 von der Roten Armee besetzt. Anschließend wurde Dörbeck zusammen mit der gesamten südlichen Hälfte Ostpreußens von der Sowjetunion besatzungsrechtlich der Volksrepublik Polen zur Verwaltung überlassen. Der Ortsname Dörbeck wurde zu „Próchnik“ polonisiert. In der Folgezeit wurde die einheimische Bevölkerung von der polnischen Administration aus dem Kreisgebiet vertrieben.
Von 1975 bis 1998 war das Dorf Teil der Woiwodschaft Elbląg. Seit 1998 gehört Próchnik zur kreisfreien Stadt Elbląg.

## Kirche

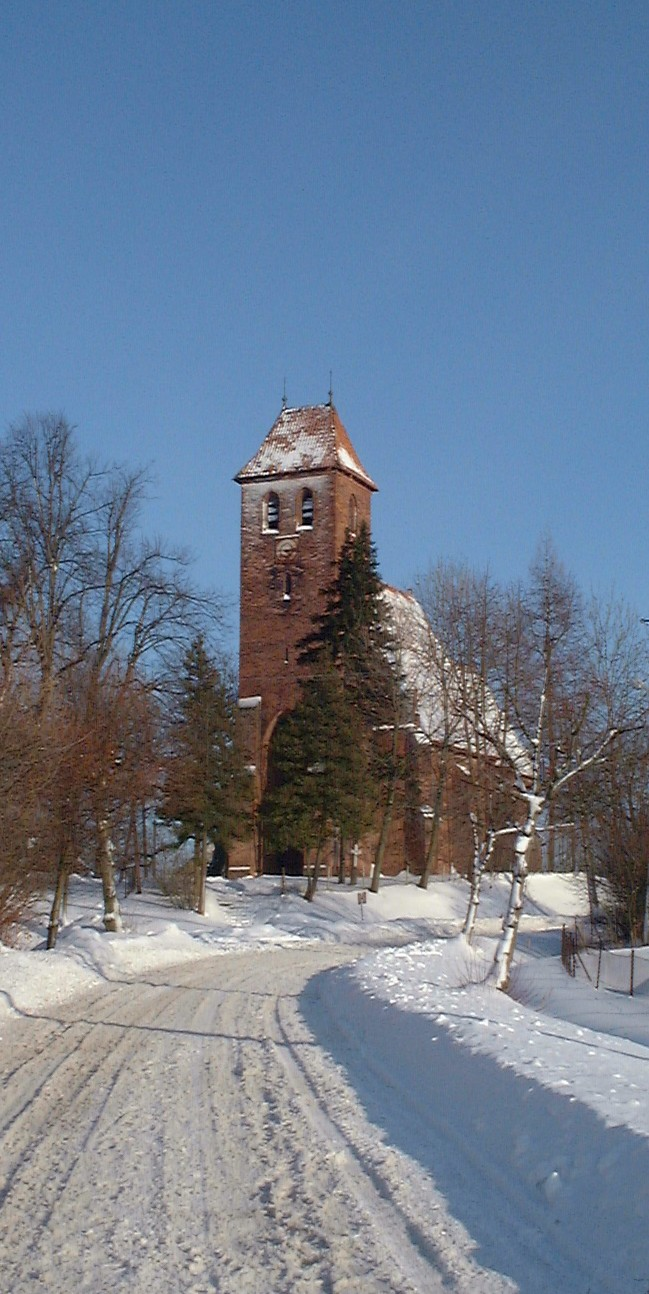
St.-Antonius-Kirche

Die Dörbecker St.-Antonius-Kirche, über deren Begründung eine Volkssage berichtet, ist vermutlich um 1360 durch Stiftung als einschiffiger Bau mit Altarhaus ohne Turm entstanden. Sie ist ein beachtenswertes ordenszeitliches Baudenkmal. Aus der gotischen Zeit stammte der alte Glockenturm, der
selbstständig rechts vom Westportal der Kirche stand. Er war aus Eichenholz gezimmert und trug vor 1650 eine vorgekragte Glockenlaube.
Auf dem Kirchhof liegt dicht vor dem Kirchenportal Gotthilf Christoph Struensee (1746–1829) begraben.
Die Dorfkirche wurde 1945 zugunsten der Römisch-katholischen Kirche in Polen zwangsenteignet.